# Lonomaaikanaka
Lonomaaikanaka (havajski Lonomaʻaikanaka; ʻaikanaka = "ljudožder") bila je kraljica ostrva Havaji (Veliko ostrvo) na drevnim Havajima. Bila je i plemkinja mesta zvanog Hilo te ostrva Mauija.
Njezini roditelji su bili Ahu-a-I i njegova supruga Piilanivahine. Ahu je bio sin poznatog plemića Ija iz moćne porodice I, a Piilanivahine je bila princeza Mauija, ćerka kralja Mauija Kalanikaumakaovakeje i njegove žene.
Lonomaaikanaka se udala za kralja ostrva Havaji, čije je ime bilo Keaveikekahialiiokamoku (Keave II). On je bio veoma moćan vladar, a brak je bio od velikog političkog značaja jer je pomirio njegovu porodicu sa porodicom I.
Keave i Lonomaaikanaka su bili roditelji princa Kalaninuiamamoa, koji je vladao delom ostrva Havaji nakon očeve smrti.
Lonomaaikanaka je takođe bila supruga velikog poglavice Hulua; imali su ćerku imena Kauhiokaka, koja se udala za Keavea.
Nije poznato kada je Lonomaaikanaka umrla.